# Zlatorog
Zlatorog è un leggendario camoscio bianco  che vive nel suo reame sulle alture del Monte Triglav. La leggenda è diffusamente conosciuta in Slovenia (in particolar modo nella regione della Carinzia Slovena), come anche nella Carinzia Austriaca, e nell'italiano Friuli-Venezia Giulia.
Zlatorog possiede dei corni dorati; il nome letteralmente significa, "Corna d'oro" (zlati rog). Egli, è accompagnato da tre vergini, che sorvegliano un tesoro nascosto in un fantastico giardino sulla vetta del monte. Secondo la leggenda molti uomini hanno provato a catturare il camoscio al fine di impossessarsi del tesoro. Finché un giorno un avido cacciatore riuscì a uccidere il leggendario ungulato, braccandolo e colpendolo. Il sangue della ferita di Zlatorog, scorrendo solcò le montagne e i laghi intorno al Triglav, la più alta vetta delle Alpi Giulie. Infine, un fiore meraviglioso, nacque dal terreno e donò a Zlatorog nuova vita.